# Rubraea bellona
Rubraea bellona is een vlinder uit de familie van de Nymphalidae. De soort is voor het eerst wetenschappelijk beschreven als Acraea acrita bellona door  Gustav Weymer in een publicatie uit 1908.
De soort komt voor in Angola (Benguela).